# Nghĩa Trung, Việt Yên
Nghĩa Trung là một xã thuộc thị xã Việt Yên, tỉnh Bắc Giang, Việt Nam.

## Địa lý
Xã Nghĩa Trung có diện tích 14,81 km², dân số năm 2022 là 11.923 người, mật độ dân số đạt 805 người/km².

## Lịch sử
Ngày 13 tháng 12 năm 2023, Ủy ban Thường vụ Quốc hội ban hành Nghị quyết số 938/NQ-UBTVQH15 về việc thành lập thị xã Việt Yên (nghị quyết có hiệu lực từ ngày 1 tháng 2 năm 2024). Theo đó, xã Nghĩa Trung thuộc thị xã Việt Yên.

## Xã hội
Giáo dục trên địa bàn xã:
- Trường Mầm non Nghĩa Trung số 1
- Trường Mầm non Nghĩa Trung số 2
- Trường Tiểu học Nghĩa Trung số 1
- Trường Tiểu học Nghĩa Trung số 2
- Trường Trung học Cơ Sở Nghĩa Trung.

Y tế: Trạm Y tế Xã Nghĩa Trung.